# Geraint Wyn Davies

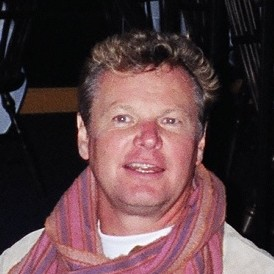
Geraint Wyn Davies (2004)

Geraint Wyn Davies (* 20. April 1957 in Swansea, Wales, Vereinigtes Königreich) ist ein britisch-kanadischer Theater- und Film- und Fernsehschauspieler und Regisseur.

## Leben
Geraint Wyn Davies wurde am 20. April 1957 in Swansea (Wales) geboren. Als er sieben Jahre alt war, zog er mit seinen Eltern nach Kanada. Er studierte zunächst Wirtschaftswissenschaft, bevor er sich seiner Schauspielausbildung widmete. Bereits im Alter von 12 Jahren war er in Lord of the Flies zu sehen. Seinen ersten professionellen Bühnenauftritt hatte er 1976 im Theaterstück The Fantasticks in Quebec City. Bekannt ist Geraint Wyn Davies insbesondere durch seine Darstellung der Titelrolle in der Fernsehserie Nick Knight – Der Vampircop und seiner Darstellung des Nick Haskell in der Fernsehserie Black Habour. 2005 erhielt Geraint Wyn Davies den Helen Hayes Award für seine Darstellung im Theaterstück Cyrano am Shakespeare Theatre.

## Filmografie

### Regisseur
- 1995–1996: Nick Knight – Der Vampircop (Fernsehserie, 7 Episoden)
- 1997: Die Mounties von Lynx River (North of 60, Fernsehserie, 1 Episode)
- 1994: Earthfasts (Fernsehserie, 2 Episoden)
- 1997–1999: Black Harbour (Fernsehserie, 7 Episoden)
- 1999: Pit Pony (Fernsehserie, 3 Episoden)
- 1999: Power Play (Fernsehserie, 2 Episoden)

### Schauspieler (Auswahl)
- 1975: Sidestreet (Fernsehserie, 1 Episode)
- 1977: Tödliche Ernte
- 1982–1983: The Littlest Hobo (Fernsehserie, 3 Episoden)
- 1986: The Judge (Fernsehserie, 6 Episoden)
- 1987: Airwolf (Fernsehserie, 24 Episoden)
- 1988: Die Campbells (Fernsehserie, 1 Episode)
- 1989: Alfred Hitchcock Presents (Fernsehserie, 1 Episode)
- 1989: Bionic Showdown: The Six Million Dollar Man and the Bionic Woman (Fernsehfilm)
- 1990–1991: Dracula ist wieder da (Fernsehserie, 5 Episoden)
- 1991: Ultraman – Mein geheimes Ich (Fernsehserie, 1 Episode)
- 1991: Tropical Heat (Fernsehserie, 1 Episode)
- 1992–1996: Nick Knight – Der Vampircop (Fernsehserie, 70 Episoden)
- 1993: Highlander (Fernsehserie, 1 Episode)
- 1994: RoboCop (Fernsehserie, 1 Episode)
- 1996–1999: Black Harbour (Fernsehserie, 34 Episoden)
- 1996–2001: Outer Limits – Die unbekannte Dimension (Fernsehserie, 2 Episoden)
- 1997: The Canadians (Fernsehserie)
- 2000: One of the Hollywood Ten
- 2001: RoboCop: Prime Directives (Miniserie, 3 Episoden)
- 2001–2002: Tracker (Fernsehserie, 12 Episoden)
- 2002: American Psycho II: Der Horror geht weiter
- 2002: Cube²: Hypercube
- 2003: Missing – Verzweifelt gesucht (Fernsehserie, 1 Episode)
- 2004: Some Things That Stay
- 2005: Slings and Arrows (Fernsehserie, 5 Episoden)
- 2006: 24 (Fernsehserie, 6 Episoden)
- 2007–2008: ReGenesis (Fernsehserie, 18 Episoden)
- 2010: The Tempest – Der Sturm
- 2011: Baxter (Fernsehserie, 1 Episode)
- 2011: Republic of Doyle – Einsatz für zwei (Fernsehserie, 1 Episode)
- 2008–2013: Murdoch Mysteries (Fernsehserie, 3 Episoden)

## Auszeichnungen und Nominierungen

### Auszeichnungen
Helen Hayes Award
- 2005: Cyrano (Outstanding Lead Actor, Resident Play)[6]

### Nominierungen
Gemini Awards
- 1993: Nick Knight – Der Vampircop (Best Performance by an Actor in a Continuing Leading Dramatic Role)
- 1996: Nick Knight – Der Vampircop (Best Performance by an Actor in a Continuing Leading Dramatic Role)
- 1998: Black Harbour (Best Performance by an Actor in a Continuing Leading Dramatic Role)[7]